# 洮昌街道
洮昌街道，原是中华人民共和国辽宁省沈阳市大东区下辖的一个乡镇级行政单位。2019年11月30日，撤销洮昌街道，其辖区拆分给大北街道和津桥街道。

## 行政区划
洮昌街道下辖以下地区：
吉祥社区、铁岭社区、法库社区、梨树社区、大北桥社区和如意社区。